# Лодејнопољски рејон
Лодејнопољски рејон (рус. Лодейнопольский район) административно-територијална је јединица другог нивоа и општински рејон у североисточном делу Лењинградске области, на северозападу европског дела Руске Федерације.
Административни центар рејона је град Лодејноје Поље. Према проценама националне статистичке службе Русије за 2014, на територији рејона су живела 29.865 становника или у просеку око 6,08 ст/км².

## Географија
Лодејнопољски рејон смештен је у источном и североисточном Лењинградске области, и обухвата територију површине 4.910,9 км², што чини 6,6% рејонске територије, и по том параметру на седмом је месту међу 17 рејона у области. Граничи се на северу са Републиком Карелијом, на североистоку и истоку је Подпорошки рејон, на југу је Тихвински, а на југозападу Волховски рејон. на западу рејонска територија је омеђена акваторијом језера Ладога. Административни центар рејона град Лодејноје Поље налази се на 239 километара источно од Санкт Петербурга.
Рејон карактерише углавном низијски рељеф са повременим благо заталасаним подручјима, а надморске висине варирају од 0 до 150 метара. Најнижи је западни део рејона чија Приладошка низија се лагано спушта ка Ладошком језеру, у централним деловима је низијско подручје уз реку Свир, док је на истоку нешто издигнутије Лодејнопољско побрђе. на подручју рејона налазе се знатнија лежишта тресета. Преко територије рејона, поред Свира протичу још и његове леве притоке Ојат и Паша.
Клима је умереноконтинентална са просечним јануарским температурама од −10 °, односно јулским од +17 °. Годишња сума падавина у просеку се креће у вредностима од 600 до 800 милиметара.

## Историја
Рејон је првобитно успостављен 1927. као административна јединица унутар тадашњег Лодејнопољског округа Лењинградске области. Првобитно је обухватао територију површине 2.251 км², а у садашњим границама је од 1974. године.

## Демографија и административна подела
Према подацима пописа становништва из 2010. на територији рејона је живело укупно 30.469 становника, док су према процени из 2014. ту живело 29.865 становника, или у просеку 6,08 ст/км². По броју становника Лодејнопољски рејон се налази на последњем месту у области, са нешто мање од 1,68% укупне популације области.
| 1959.  | 1970.   | 1979.   | 1989.   | 2002.   | 2010.  | 2014.    |
| ------ | ------- | ------- | ------- | ------- | ------ | -------- |
| 34.138 | 13.043* | 14.249* | 13.426* | 12.185* | 30.469 | 29.865** |

Напомена: ** Према процени националне статистичке службе. * У пописима од 1970. до 2002. у број становника рејона нису урачунати становници града Лодејнога Поља који је имао засебан статус.
На подручју рејона постоје укупно 123 насељена места, а рејонска територија је подељена на 5 другостепених општина (2 урбане и 3 руралне). Административни центар рејона је град Лодејноје Поље (око 20.000 становника), док статус урбаног насеља има још и варошица Свирстрој. У урбаним центрима живи 71% рејонске популације.

## Привреда и саобраћај
Привреда рејона почива на шумарству и дрвопрерађивачкој инудустрији, а развијено је и млечно говедарство и узгој кромпира. Важан индустријски објекат је Доњосвирска хидроелектрана.
Преко територије рејона пролазе две важне железничке трасе на линијама Санкт Петербург—Лодејноје Поље—Петрозаводск и Лодејноје Поље—Олоњец.
Најважнији друмски правци су М18 (E 105 «Кола») Санкт-Петербург–Мурманск, Р36 Лодејноје Поље—Тихвин и Р37 Лодејноје Поље—Ошта.